# Morad Mohamadi
Morad Mohamadi (Sari, Irán, 9 de abril de 1980) es un deportista iraní especialista en lucha libre olímpica donde llegó a ser medallista de bronce olímpico en Pekín 2008.

## Carrera deportiva
En los Juegos Olímpicos de 2008 celebrados en Pekín ganó la medalla de bronce en lucha libre olímpica de pesos de hasta 60 kg, tras el luchador ruso Mavlet Batirov (oro) y el japonés Kenichi Yumoto (plata).